# Lambeth walk
Lambeth Walk är en melodi från 1937 ur musikalen Me and My Girl, skriven av Douglas Furber och L. Arthur Rose och med musik av Noel Gay. Melodin är välkänd och flitigt använd när man behöver en melodi att sätta ny text till. Karl Gerhards Visan om Pauline Brunius är en av många texter som använt denna melodi.
Den har fått sitt namn från gatan Lambeth Walk, en gång känd för sin gatumarknad och arbetarklasskultur i området Lambeth i London. Melodin gav sitt namn till en enkel turdans som skapades 1937 av Lupino Lane, engelsk skådespelare och teaterchef, och dansades även i Sverige omkring 1938.